# Wilhelm Hallwachs
Wilhelm Ludwig Franz Hallwachs (Darmstadt, 9 luglio 1859 – Dresda, 20 giugno 1922) è stato un fisico tedesco.
Nel 1888, riprendendo gli studi di Hertz risalenti all'anno precedente, scoprì l'effetto fotoelettronico di superficie, chiamato in suo onore "effetto Hertz-Hallwachs".
A lui si deve inoltre l'invenzione di elettrometro a quadrante e di un doppio rifrattometro a elevata precisione.